# TSV Buchbach
Der TSV Buchbach ist ein Mehrspartenverein aus dem oberbayerischen Markt Buchbach. Neben einer Turnabteilung und der überregional erfolgreichen Fußballabteilung werden in dem Verein auch die Sportarten Ski, Eisstockschießen und Tennis angeboten. Zudem ist die Prinzengarde Bubaria dem Verein angeschlossen.

Jahnstadion Buchbach, Blick nach Nordwesten

Blick nach Südosten

## Geschichte
Der Verein wurde im Jahr 1913 als Turnverein gegründet. Schüler, die in München Internate besuchten, brachten Ende der 1920er Jahre aus der Landeshauptstadt den Fußball auf das Dorf. Als erste Spielfelder dienten einfache Wiesen und Freundschaftsspiele gegen die Mannschaften aus den Nachbarorten Velden, Taufkirchen, Dorfen und Ampfing bestimmten die Gründungsphase. Schließlich kam es am 11. Januar 1930 – trotz Widerstandes von Seiten der Turner – zur Gründung einer Fußballabteilung im TV Buchbach.
Der Verein blieb bis in die 1990er Jahre hinein unterklassig. Erst mit dem Einstieg eines finanzkräftigen Sponsors stellten sich erste Erfolge ein. Von 1995 bis 2004 stieg der Verein von der untersten Spielklasse bis in die zweithöchste bayerische Amateurliga empor. Zu Beginn dieses sportlichen Aufstiegs stand dabei ein deutscher Rekord. Zwischen dem 19. August 1995 und dem 23. Mai 1998 blieb die Mannschaft in 75 Ligaspielen ungeschlagen. Dieser Rekord wurde erst 2006 vom TSV Stahl Riesa mit 78 Spielen ohne Niederlage überboten. Nach vier Saisonen in der Landesliga gelang 2008 der Aufstieg in die Bayernliga. Auch im darauffolgenden Jahr 2009 konnte der Klassenerhalt in der Bayernliga bereits wenige Spieltage vor Saisonende gesichert werden. Im Jahr 2012 konnte man nach nur vier Jahren mit der Qualifikation für die neue Regionalliga Bayern den bislang größten Erfolg der Vereinsgeschichte feiern. Die beste Platzierung gelang in der Saison 2024/25 mit dem zweiten Platz.

## Erfolge
- 75 Spiele ohne Niederlage: 19. August 1995 – 23. Mai 1998
- Aufstieg in die Bayernliga: 2008
- Aufstieg in die Regionalliga Bayern: 2012

## Kader 2024/25
Stand: 3. April 2025
| Nr.        | Nat.        | Spieler              | Geburtstag    | Vertrag seit | letzter Verein              |
| ---------- | ----------- | -------------------- | ------------- | ------------ | --------------------------- |
| Tor        |             |                      |               |              |                             |
| 01         | Deutschland | Ludwig Zech          | 23. Feb. 2001 | 01.07.2023   | FC Ingolstadt 04 II         |
| 21         | Deutschland | Marcel Brinkmann     | 10. Juni 2005 | 01.07.2024   | FC Ingolstadt 04 II         |
|            | Deutschland | Marvin Thormann      | 14. Apr. 2002 | 01.07.2023   | eigene Jugend               |
| Abwehr     |             |                      |               |              |                             |
| 04         | Deutschland | Maximilian Manghofer | 13. Juni 2002 | 01.07.2023   | SV Erlbach                  |
| 05         | Deutschland | Rocco Tavra          | 16. Nov. 2001 | 12.07.2022   | Türkspor Augsburg           |
| 06         | Deutschland | Philipp Walter       | 21. Feb. 1996 | 14.09.2022   | vereinslos                  |
| 07         | Deutschland | Kevin Hingerl        | 2. Sep. 1993  | 22.01.2024   | Türkgücü München            |
| 16         | Deutschland | Samed Bahar          | 20. Okt. 1997 | 31.08.2023   | Türkgücü München            |
| 22         | Deutschland | Benedikt Orth        | 22. Apr. 1999 | 01.07.2018   | SpVgg Unterhaching [Jugend] |
| 25         | Deutschland | Nerman Mackic        | 30. Jan. 2002 | 19.07.2023   | Türkspor Augsburg           |
| Mittelfeld |             |                      |               |              |                             |
| 13         | Deutschland | Manuel Mattera       | 3. Juli 2001  | 01.01.2020   | eigene Jugend               |
| 15         | Deutschland | Tobias Heiland       | 24. Jan. 2000 | 11.07.2023   | FC Augsburg II              |
| 18         | Deutschland | Leon Tutic           | 10. Jan. 2002 | 09.07.2024   | TSV 1860 München II         |
| 19         | Deutschland | Sascha Hingerl       | 15. Mai 1999  | 01.07.2024   | FC Memmingen                |
| 20         | Deutschland | Levin Ramstetter     | 4. Feb. 2002  | 01.07.2023   | SV Erlbach                  |
| 23         | Deutschland | Daniel Muteba        | 16. Dez. 1999 | 01.09.2024   | FC Rot-Weiß Erfurt          |
| 34         | Deutschland | Albano Gashi         | 14. Jan. 1995 | 21.01.2024   | Türkgücü München            |
| Angriff    |             |                      |               |              |                             |
| 08         | Deutschland | Julian Rabenseifner  | 6. Aug. 2004  | 01.07.2023   | eigene Jugend               |
| 09         | Deutschland | Sammy Ammari         | 10. Aug. 1994 | 01.07.2022   | Wacker Burghausen           |
| 11         | Deutschland | Tobias Stoßberger    | 31. Okt. 1999 | 01.07.2023   | VfB Eichstätt               |
| 17         | Deutschland | Andreas Hirtlreiter  | 22. März 2003 | 01.07.2024   | SpVgg Unterhaching          |
| 28         | Deutschland | Tobias Sztaf         | 26. Jan. 2000 | 26.08.2019   | SV Heimstetten              |
| 30         | Deutschland | Daniel Gaedke        | 14. Nov. 1994 | 08.01.2024   | FC Ismaning                 |

## Persönlichkeiten
- Stefan Lex (später SpVgg Greuther Fürth, FC Ingolstadt 04 und TSV 1860 München)
- Rudolf Zeiser (zuletzt TSV 1860 München)
- Aleksandro Petrovic